# Ƒ
Az ƒ (latin small/capital letter f with hook) az ewe nyelv [ɸ] hangjának leírására szolgáló betű, az ewe ábécé kilencedik betűje. Előtte az f, utána a g áll.

## Karakterkódolás
| Karakterkészlet | Kisbetű (ƒ) | Nagybetű (Ƒ) |
| --------------- | ----------- | ------------ |
| EBCDIC          | 131         |              |
| Bináris EBCDIC  | 10000011    |              |
| Unicode         | U+0192      | U+0191       |
| HTML/XML        | &#402;      | &#401;       |

## Jelentései
Az ƒ, vagy az Ƒ a florin jele.

## Fordítás
Ez a szócikk részben vagy egészben  a(z)   Ƒ című japán Wikipédia-szócikk fordításán alapul.  Az eredeti cikk szerkesztőit annak laptörténete sorolja fel. Ez a jelzés csupán a megfogalmazás eredetét és a szerzői jogokat jelzi, nem szolgál a cikkben szereplő információk forrásmegjelöléseként.

### Angolul
- EBCDIC-kódok
- Ewe kiejtés Archiválva 2017. október 11-i dátummal a Wayback Machine-ben

### Magyarul
- Wikiszótár